# Fritz Walter
Friedrich "Fritz" Walter (Kaiserslautern, 31. listopada 1920. – Enkenbach-Alsenborn, 17. lipnja 2002.) -  njemački nogometaš
Bio je sin domara nogometnog kluba Kaiserslautern. Rano je počeo trenirati u klubu. Debitirao je za prvu momčad s 17 godina i igrao je cijelu karijeru samo u Kaiserslauternu od 1937. do 1959. godine. Kao napadač u 411 nastupa postigao je 380 golova.
Za Njemačku nogometnu reprezentaciju igrao je od 1940. do 1958. godine. U 61 nastupu postigao je 33 golova. Već u prvom nastupu 1940. godine, postigao je hat-trick protiv Rumunjske. 
Borio se u Drugom svjetskom ratu od 1942. godine. Završetak rata, dočekao je kao zarobljenik u Mađarskoj. Sovjeti su njemačke zarobljenike slali u gulag u Sovjetski Savez. Jedan mađarski zatvorski čuvar znao je, da je Fritz Walter poznati nogometaš pa ga je spasio od gulaga, tako što je za njega rekao da je Austrijanac pa su ga poštedjeli i mogao se vratiti kući. Bolovao je od malarije i uspješno ozdravio. 
S Kaiserslauternom osvojio je njemačko prvenstvo 1951. i 1953. godine. Ponovno je igrao za njemačku reprezentaciju od 1951. i bio je kapetan. Na Svjetskom nogometnom prvenstvu u Švicarskoj 1954. godine, Njemačka je osvojila svoj prvi naslov, a Walter je bio kapetan. U finalu su pobijedili Mađarsku. Dvije godine kasnije, Sovjetski Savez napao je Mađarsku, a Fritz Walter financijski je pomagao mađarsku reprezentaciju u izgnanstvu, da se oduži što ga je mađarski čuvar na kraju Drugog svjetskog rata spasio od zarobljeništva u gulagu.
Posljednju utakmicu za reprezentaciju odigrao je u polufinalu Svjetskog prvenstva u Švedskoj 1958. godine. Ozlijedio se i oprostio se od reprezentacije, a sljedeće godine i od klupskog nogometa.
Po njemu je nazvan nogometni stadion u Kaiserslauternu. Povodom 50. godina UEFE 2003. godine, Njemački nogometni savez proglasio ga je za najboljeg njemačkog igrača u posljednjih 50 godina. Jedan je od 5 počasnih kapetana njemačke nogometne reprezentacije. Ostali su: Uwe Seeler, Franz Beckenbauer, Lothar Matthäus i nogometašica Bettina Wiegmann.
Bio je 50 godina u braku s Talijankom Italiom Walter. U to vrijeme, nisu bili uobičajeni brakovi Nijemaca sa strankinjama.